# Stadtkyll

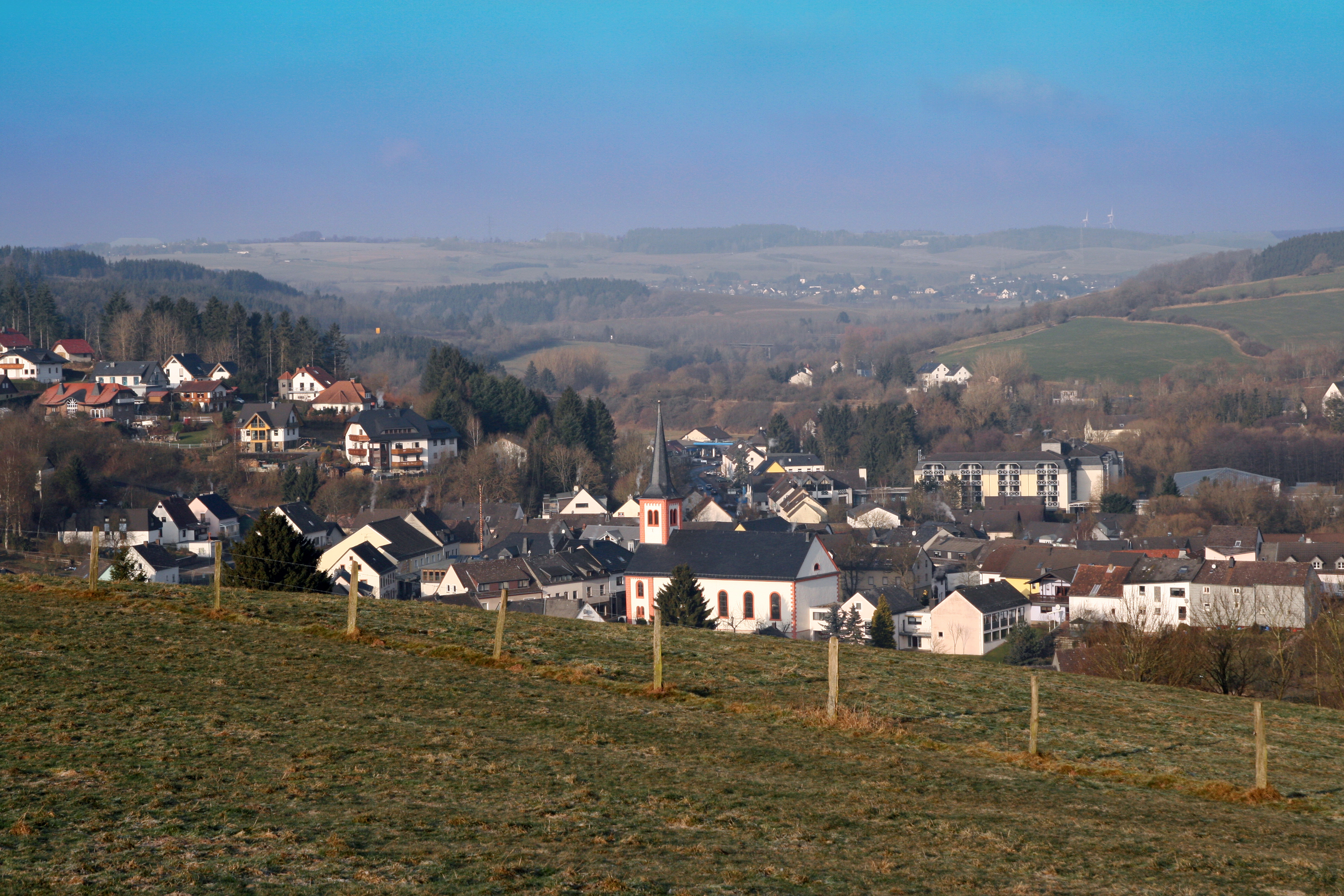
Blick auf Stadtkyll

Stadtkyll [ʃtatˈkɪl] ist eine Ortsgemeinde im Landkreis Vulkaneifel in Rheinland-Pfalz. Sie gehört der Verbandsgemeinde Gerolstein an. Stadtkyll ist ein staatlich anerkannter Luftkurort und gemäß Landesplanung als Grundzentrum ausgewiesen.

## Geographie
Stadtkyll liegt in der Vulkaneifel an der Kyll.
Stadtkyll besteht aus den Ortsteilen Niederkyll, Schönfeld und Stadtkyll.

## Geschichte

### Ursprünge bis 20. Jahrhundert
Der Ort wurde zur Mitte des 13. Jahrhunderts als Kölner Kirchenbesitz erstmals urkundlich genannt. In der Folgezeit (um 1292) gewann Stadtkyll mit seinem Mauerbering und der Burg schnell an Bedeutung. 1310 erhielt Stadtkyll das Stadtrecht und somit auch das Recht, ein Wappen zu führen, welches dem heutigen noch weitgehend entspricht.
Die Steine der Stadtmauer fanden beim Wiederaufbau nach Bränden und Kriegen Verwendung. Heute ist der ungefähre Verlauf der Befestigung nur noch an den Häuserzeilen in der Burgbergstraße zu erkennen.

### 1933 bis 1946
Wegen seiner Nähe zur westlichen Reichsgrenze wurde Stadtkyll bereits in den Jahren vor und während des Zweiten Weltkriegs in Mitleidenschaft gezogen.
1934 wurde das Kriegerdenkmal (für die Gefallenen des Ersten Weltkrieges) mit der Inschrift „Und Ihr habt doch gesiegt“ errichtet (noch heute im Berg oberhalb der Ortsmitte als Mahnmal von weitem sichtbar). Ferner wurde das Marienhaus des Stadtkyller Klosters, welches ursprünglich als Exerzitienhaus und Müttererholungsheim diente, zum Büro der in Stadtkyll angesiedelten Westwallbehörden (insbes. Planungsbüro des Festungsbaustabes) und später zum Lazarett umfunktioniert. Anlässlich der Besichtigung der Westwallanlagen am 25. August 1938 fuhr Adolf Hitler im offenen Wagen durch Stadtkyll. Während der Novemberpogrome am 9. November 1938 wurde die Wohnung der jüdischen Familie Rothschild verwüstet. Nur der 16-jährige Sohn Kurt konnte nach Festnahme und Misshandlungen über Ostbelgien fliehen, die weitere Familie wurde später deportiert und Opfer des Holocaust. 
Nach Kriegsbeginn wurden schon ab 1940 teils Truppenteile in der Dorfschule einquartiert und Flakstellungen um den Ort zur Luftabwehr errichtet. Nach ersten kleineren direkten Kriegsfolgen – so waren ab dem 15. September 1944 die Stromversorgung und seit dem 21. September auch Warenlieferungen eingestellt – kam es in den Auswirkungen der Ardennenoffensive ab Weihnachten 1944 zu ersten Bombardierungen. Zudem wurde Stadtkyll am 17. Oktober 1944 Hauptverbandsplatz, Militär und zahlreiche Fremdarbeiter nahmen Quartier. Am 1. Januar 1945 wurde das Krankenhaus getroffen (mehr als 150 Soldaten, Schwestern und Ärzte fanden den Tod), am 25. Januar und 2. Februar folgten stärkere Luftangriffe, nach denen Stadtkyll zu 75 % zerstört war. US-Soldaten rückten erst am 6. März 1945 ein, später wurde Stadtkyll der französischen Militärverwaltung unterstellt.
Die NS-Inschrift am Kriegerdenkmal (bzw. Ehrenmal) wurde 1946 auf Anordnung der französischen Militärregierung entfernt.

### Geschichte seit Bestehen der Bundesrepublik
Stadtkyll war kommunalverfassungsrechtlich eigenständiger Amtssitz, auch für einzelne umliegend angrenzende kleinere Dörfer. Im Rahmen der rheinland-pfälzischen Funktional- und Gebietsreform wurde Stadtkyll zusammen mit 14 weiteren Gemeinden am 7. November 1970 vom gleichzeitig aufgelösten Landkreis Prüm in den Landkreis Daun (seit 2007 Landkreis Vulkaneifel) umgegliedert und dort in die neu geschaffene Verbandsgemeinde Obere Kyll mit Verwaltungssitz in Jünkerath eingegliedert.
Zum 1. Januar 1971 wurde die bis dahin selbständige Gemeinde Schönfeld eingemeindet.
Auf der Stadtkyller Heide existierte von 1952 bis 1992 der DECCA-Sender Stadtkyll.
Von Juli 1970 bis zum Sommer 2012 war das 
Waldfreibad Stadtkyll
im Wirfttal in Betrieb.
Aufgrund einer neuerlichen kommunalen Gebietsreform wurde die Verbandsgemeinde Obere Kyll zum 1. Januar 2019 aufgelöst, Stadtkyll ist seit dem Teil der Verbandsgemeinde Gerolstein.

### Bevölkerungsentwicklung
Die Entwicklung der Einwohnerzahl von Stadtkyll, die Werte von 1871 bis 1987 beruhen auf Volkszählungen:
| Jahr | Einwohner |
| ---- | --------- |
| 1815 | 551       |
| 1835 | 777       |
| 1871 | 902       |
| 1905 | 920       |
| 1939 | 1.272     |
| 1950 | 1.041     |
| 1961 | 1.079     |

| Jahr | Einwohner |
| ---- | --------- |
| 1970 | 1.154     |
| 1987 | 1.206     |
| 1997 | 1.511     |
| 2005 | 1.548     |
| 2011 | 1.438     |
| 2017 | 1.522     |
| 2024 | 1.546     |

## Politik

### Gemeinderat
Der Gemeinderat in Stadtkyll besteht aus 16 Ratsmitgliedern, die bei der Kommunalwahl am 9. Juni 2024 in einer personalisierten Verhältniswahl gewählt wurden, und der ehrenamtlichen Ortsbürgermeisterin als Vorsitzender.
Die Sitzverteilung im Gemeinderat:
| Wahl | WGS 1             | WGK 2             | FBL 3             | FWG 4             | Gesamt   |
| ---- | ----------------- | ----------------- | ----------------- | ----------------- | -------- |
| 2024 | 9                 | 7                 | –                 | –                 | 16 Sitze |
| 2019 | 11                | 5                 | –                 | –                 | 16 Sitze |
| 2014 | per Mehrheitswahl | per Mehrheitswahl | per Mehrheitswahl | per Mehrheitswahl | 16 Sitze |
| 2009 | –                 | –                 | 7                 | 9                 | 16 Sitze |

### Bürgermeister
Claudia Kettmus wurde am 10. Juli 2024 Ortsbürgermeisterin von Stadtkyll. Bei der Direktwahl am 9. Juni 2024 war sie als einzige Bewerberin mit einem Stimmenanteil von 56,9 % gewählt worden.
Der Vorgänger von Claudia Kettmus, Harald Schmitz, hatte das Amt 2009 von Nikolaus Simon übernommen und es 15 Jahre ausgeübt.

### Finanzen
Die Schulden der Ortsgemeinde Stadtkyll lagen zum 31. Dezember 2012 bei 2.164.973 Euro. Dies entspricht einer Pro-Kopf-Verschuldung von 1.484 Euro je Einwohner. Als eine der ersten Kommunen in Deutschland hat die Ortsgemeinde Stadtkyll für den Finanzbereich freiwillig eine sog. „Satzung generationengerechte Finanzen“ eingeführt, über die die Ortsgemeinde anstrebt, Schulden und die daraus resultierenden Zins- und Tilgungslasten abzubauen sowie Haushaltsdefizite zu vermeiden.

### Wappen
| Wappen von Stadtkyll | Blasonierung: „Von Gold und Rot durch gesenkten, schräglinken, blauen Wellenbalken und silbernen Wellenleistenstab geteilt, der Wellenbalken mit sieben vierendigen goldenen Sternen belegt.“ |
| Wappen von Stadtkyll | Wappenbegründung: Die Farben Gold und Rot deuten auf die Grafen von Manderscheid hin, die 1469 die Grafschaft Gerolstein und mit ihr Stadtkyll in ihren Besitz übernahmen. 1310 erhielt Stadtkyll die Stadtrechte und damit das Recht, ein Wappen zu führen. Das historische Stadtwappen entspricht dem heutigen Wappen. Nur ein vorhandener Balken wurde 1974 in einen Wellenbalken geändert und durch einen neu aufgenommenen Wellenleistenstab abgegrenzt, um zu symbolisieren, dass Ort und Burg Stadtkyll landschaftlich durch den Fluss Kyll geprägt sind. |

## Kultur und Sehenswürdigkeiten

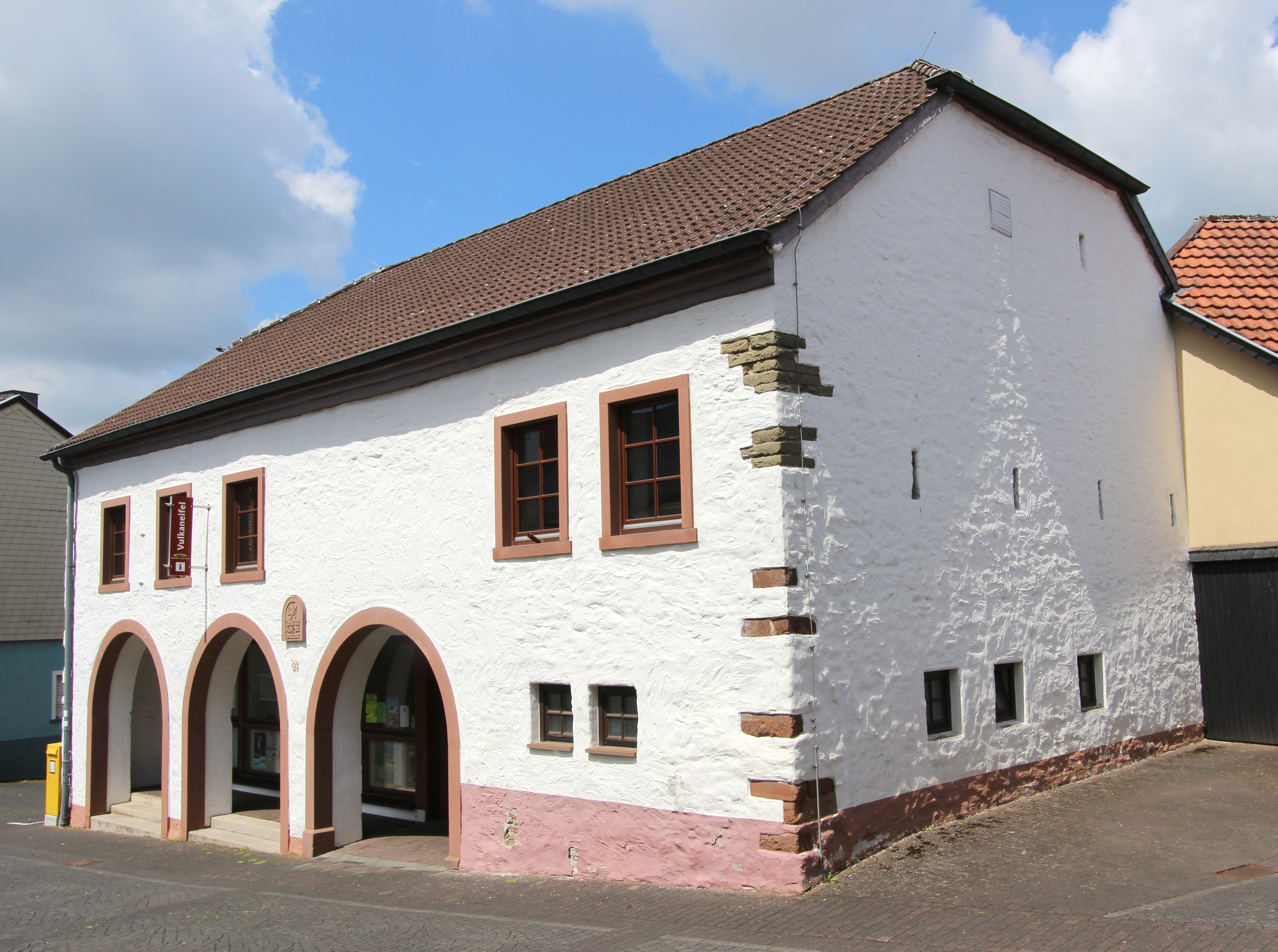
Touristinformation Stadtkyll

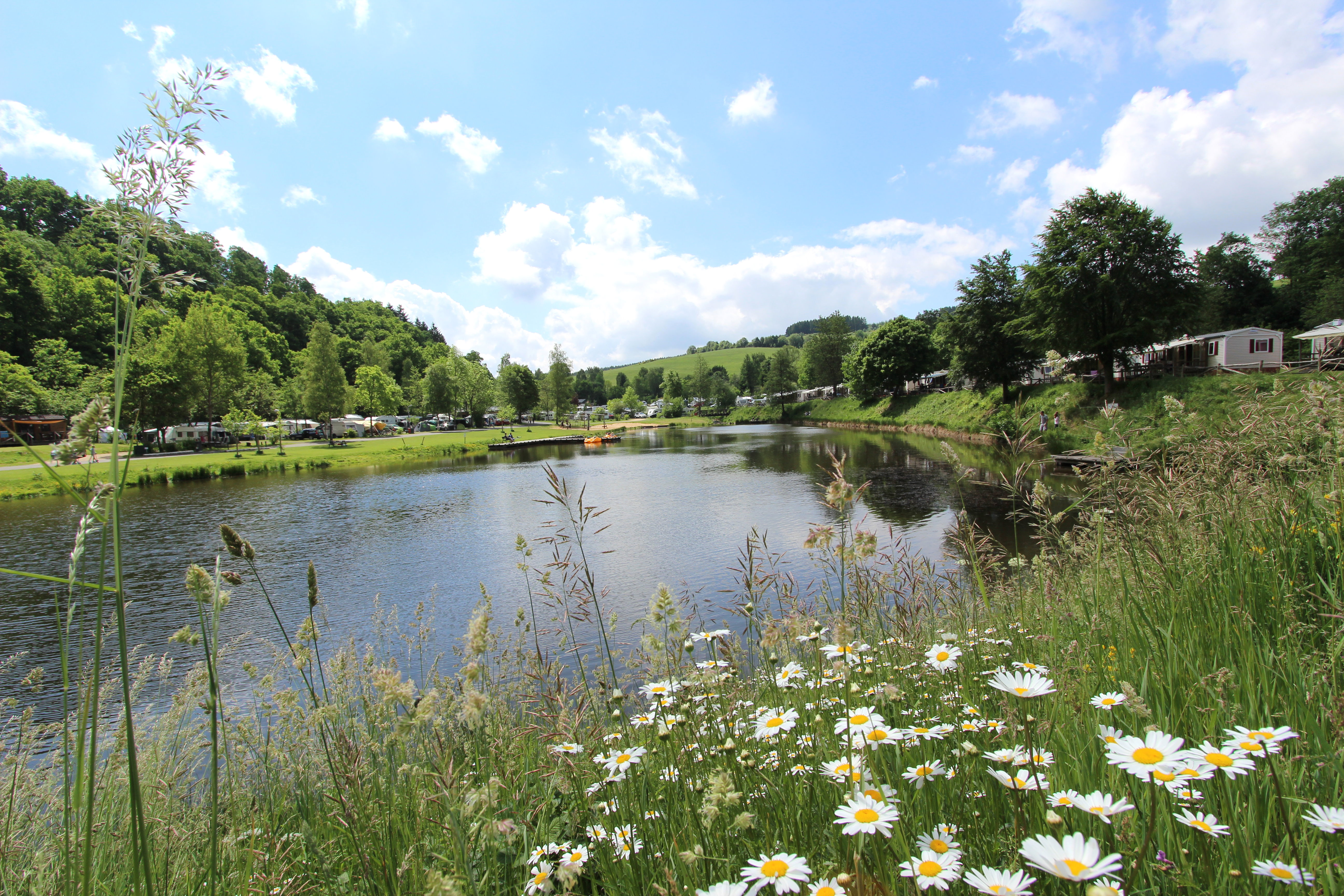
See am Wirfttal, Stadtkyll

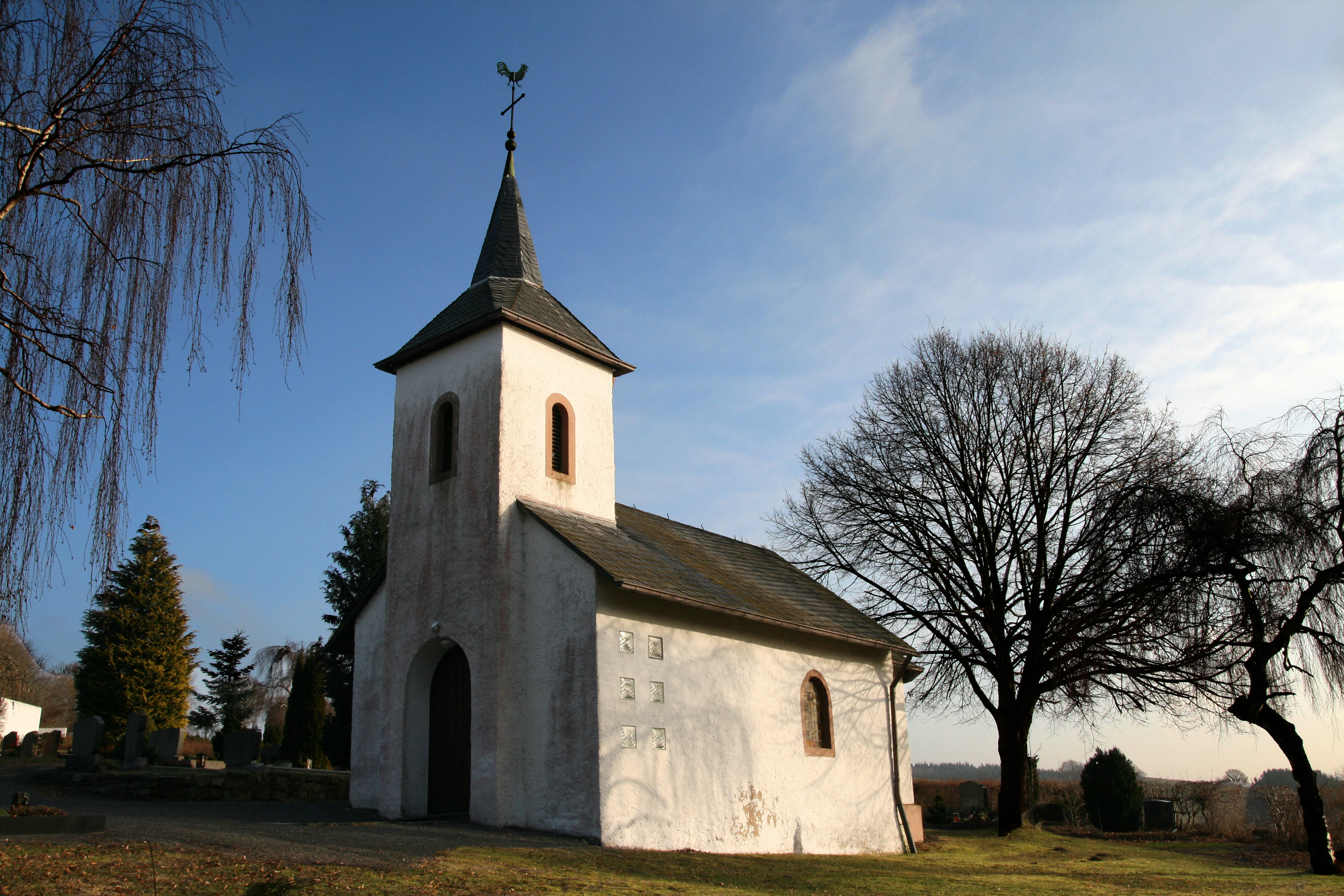
Friedhofskapelle St. Margarethen

### Bauwerke
- Katholische Pfarrkirche St. Josef (1824 nach Plänen von Karl Friedrich Schinkel ausgeführt, 1853 ausgebrannt)
- Katholische Filialkirche St. Hubertus in Niederkyll, um 1600 errichtet[18]
- Über das Gemeindegebiet sind einige – teils sehr alte – Wegekreuze verteilt.
- Friedhofskapelle St. Margarethen von 1841
- Touristinformation; ehemalige Marktscheune am Kirchplatz

Siehe auch: Liste der Kulturdenkmäler in Stadtkyll

### Grünflächen und Naherholung
- Wald-Jugendcamp im Wirfttal Stadtkyll[19][20]
- Naturbildungsprogramm im Haus Wirfttal[21]
- Stadtkyll liegt am Kyll-Radweg, der teilweise auf der ehemaligen Bahnstrecke von Jünkerath nach Ostbelgien (Vennquerbahn) verläuft.
- Der Prümtal-Radweg führt von Stadtkyll nach Minden (Sauer).
- Wanderpfad Kylltal. Es bestehen u. a. neun örtliche Wanderwege mit einer Gesamtlänge von 79 km, schwarz markiert.[22]

Siehe auch: Liste der Naturdenkmale in Stadtkyll

### Regelmäßige Veranstaltungen
- Jährliches Kirmes- bzw. Kirchweihfest St. Josef am zweiten Wochenende im August
- Jährliches Brunnenfest Ende Juni
- Burgbrennen am ersten Wochenende nach Aschermittwoch (sogenannter Scheef-Sonntag) auf dem Hasenberg am Friedenskreuz[23][24][25]
- Traditionelles Ratschen oder Klappern am Karfreitag und Karsamstag

## Wirtschaft und Infrastruktur
Stadtkyll ist staatlich anerkannter Luftkurort und verzeichnet jährlich ca. 65.000 Feriengäste, mit ca. 270.000 Übernachtungen.
Ein Bahnhof bestand an der mittlerweile abgebauten Vennquerbahn Jünkerath – Losheim – Weywertz. Die Bahntrasse der ehemaligen Vennquerbahn wurde bis zum Frühjahr 2015 zu einem Wander- und Radverkehrsweg ausgebaut (RAVeL-Netz-Linie 45a Waimes-Jünkerath), mit Anschluss sowohl in Weywertz an die Vennbahnstrecke als auch in Jünkerath an das deutsche Radwegenetz. Außerdem war Stadtkyll vor dem Bau des eigenen Bahnhofs Mitnamensgeber des Bahnhofs Jünkerath-Stadtkyll (heute nur noch "Bahnhof Jünkerath"), der Anschluss nach Köln und Trier besitzt.

## Verkehr
Im Dezember 2023 wurde durch den Verkehrsverbund Region Trier die Buslinie 540 gegründet, die von Jünkerath über Stadtkyll bis nach Prüm und zurück verläuft. Die Busse verkehren zweistündlich. Sie werden ergänzt durch die Rufbus-Linien 541 und 542, die ebenfalls zweistündlich verkehren.
Ferner die Linie 478 nach Prüm sowie die Linie 834 des VRS ab Stadtkyll Abzw. Richtung Blankenheim (Ahr) und Dahlem (Nordeifel) und mehrere Schulbuslinien.
Seit September 2024 hält zudem im Zuge des Schienenersatzverkehrs auf der Eifelstrecke jede Stunde zu Minute 56 ein Bus in Richtung Kall sowie zu Minute 0 ein Bus in Richtung Gerolstein.
| Linie | Verlauf |
| ----- | --- |
| 540   | Jünkerath – Niederkyll – Stadtkyll – Baasem (Hammerhütte) – Kronenburg – Hallschlag – Ormont – Neuenstein – Neuendorf (Eifel) – Olzheim – Walcherath – Prüm |

## Persönlichkeiten
Aus Stadtkyll stammte wahrscheinlich der im Mittelalter wirkende jüdische Wundarzt Marquart von Stadtkyll.